# Sotirios Papagiannopoulus
Sotirios Papagiannopoulus (* 5. September 1990 in Stockholm) ist ein griechischstämmiger schwedischer Fußballspieler. Der Abwehrspieler spielt aktuell für den AIK Solna.

## Karriere

### Verein
Papagiannopoulus entstammt der Jugend des AIK. Für den Klub kam er jedoch nicht über Trainings- und Freundschaftsspiele hinaus, so dass er den Nachwuchsspieler ab der Zweitliga-Spielzeit 2008 an den Kooperationspartner Väsby United verlieh. Zwar kam er in den ersten beiden Jahren nur unregelmäßig im Profifußball zum Einsatz, dennoch empfahl er sich für die schwedische U-19-Auswahlmannschaft, für die er 2009 drei Länderspiele bestritt. In der Zweitliga-Spielzeit 2010 kam er vermehrt in seinem Klub zum Einsatz und lief in 18 der 30 Saisonspiele auf, dennoch trennten sich Ende 2010 die Wege. Der Verteidiger wechselte in die drittklassige Division 1, wo er bei Aufsteiger Akropolis IF zum Mannschaftskapitän avancierte. Nach einer Spielzeit mit fünf Toren in 24 Spielen kehrte er in die Superettan zurück, wo er bei Assyriska Föreningen einen Vertrag unterzeichnete. Hier war er über weite Strecken in den folgenden drei Jahren Stammspieler. Nachdem die Mannschaft sich zunächst im mittleren Tabellenbereich platziert hatte, rutschte sie in der Zweitliga-Spielzeit 2014 in den Abstiegskampf. Als Drittletzter der Abschlusstabelle musste der Klub in die Relegation, dort setzte er sich nach einem 0:0- und einem 1:1-Unentschieden dank der Auswärtstorregel durch und verblieb in der Zweitklassigkeit.
Nach Saisonende wechselte Papagiannopoulus nach Griechenland zu PAOK Thessaloniki, bereits Anfang Dezember 2012 unterzeichnete er einen bis zum Sommer 2017 gültigen Vertrag mit dem Klubs aus der griechischen Super League. Hier kam er jedoch kaum über die Rolle eines Ergänzungsspielers hinaus, so dass bereits im Sommer der Vertrag aufgelöst wurde. Daraufhin kehrte der Abwehrspieler nach Schweden zurück, wo er beim Zweitligisten Östersunds FK unterkam. Bis zum Saisonende bestritt er 9 Partien, mit der von Trainer Graham Potter betreuten Mannschaft stieg er erstmals in der Vereinsgeschichte in die Allsvenskan auf. Dort lief er in den folgenden Jahren in über zwei Dritteln der Ligaspiele auf. Im Mai 2017 zog er mit dem Klub ins Endspiel um den schwedischen Fußballpokal ein. Durch einen 4:1-Erfolg über IFK Norrköping durch Tore von Samuel Mensah, Hosam Aiesh, Alhaji Gero und Saman Ghoddos bei einem Gegentreffer von Linus Wahlqvist gewann er den Titel, als Einwechselspieler für Aiesh stand er in der zweiten Hälfte auf dem Spielfeld. Damit qualifizierte sich der Verein erstmals für den Europapokal, wo die Mannschaft in der UEFA Europa League 2017/18 nach Erfolgen über Galatasaray Istanbul, CS Fola Esch und seinen Ex-Klub PAOK Thessaloniki die Gruppenphase erreichte. Nachdem diese überstanden war scheiterte er im Sechzehntelfinale an Arsenal London. Zur Saison 2018/19 wechselt er weiter nach Dänemark zum FC Kopenhagen in die ALKA Superliga. Nach 45 Einsätzen wechselte er zu Beginn der Saison 2020/21 zum AIK Solna.

### Nationalmannschaft
Nachdem Papagiannopoulus 2009 drei Spiele für die schwedische U-19 bestritten hatte, gab er am 7. Januar 2018 sein Debüt in der A-Nationalmannschaft. Beim 1:1 im Testspiel gegen Estland wurde er in der 64. Minute eingewechselt. Vier Tage später spielte er die kompletten 90 Minuten bei einem weiteren Testspiel gegen Dänemark (1:0).

## Erfolge
Östersunds FK
- Schwedischer Pokalsieger 2017

FC Kopenhagen
- Dänischer Meister: 2019